# Jean Baptiste Farinelli
Jean Baptiste Farinelli, auch Jean-Baptiste Farinel, (* 15. Januar 1655 in Grenoble; † nach 1720 in Venedig) war ein französischer Violinist, Konzertmeister und Komponist des Barock. Insbesondere in der zweiten Hälfte des 17. Jahrhunderts hatte er großen Anteil am Aufschwung des Musiklebens in Hannover.

## Leben

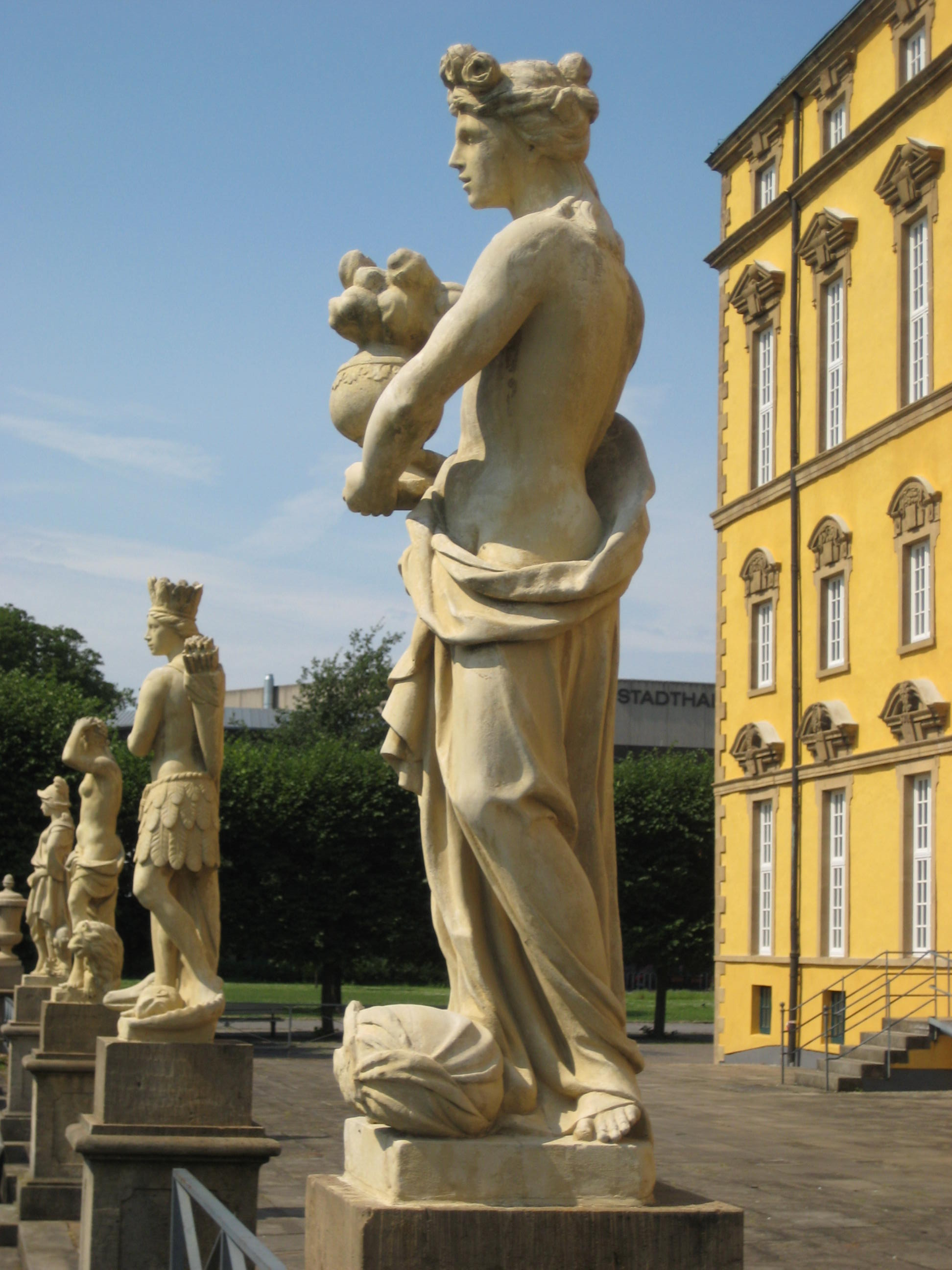
Detailansicht vom Schloss Osnabrück, wo Farinelli „vermutlich“ unter Ernst August und Sophie von der Pfalz wirkte

### Familie
Farinelli entstammte einer traditionsreichen französischen Musikerfamilie des 17. und 18. Jahrhunderts. Er war der Sohn von Robert Farinel und der jüngere Bruder von Michel Farinel.

### Werdegang
Farinelli war mit seinem Vater bereits zur Zeit des Fürstentums Calenberg 1680 in die Residenzstadt Hannover gegangen. Im selben Jahr wurde Farinelli dort Konzertmeister der Hofkapelle von Herzog Ernst August.
Am 8. Januar 1689 heiratet Farinel in Kopenhagen die italienische Sopranistin Vittoria Tarquini, die gemeinsam mit anderen Sängern im Sommer oder Herbst 1688 an den Hof von Ernst August kam, um in Agostino Steffanis Oper Enrico Leone zu singen (Uraufführung am 30. Januar 1689 in Hannover).
1691 bis 1695 war Farinelli „vermutlich“ am Schlosshof von Osnabrück tätig, wo er unter Ernst August und dessen Gemahlin Sophie von der Pfalz den Aufstieg zum Kurfürstentum Hannover miterlebte. In dieser Zeit vertrat Giuseppo Galloni Farinelli am Hof von Hannover.
Anschließend stand Jean Baptiste Farinelli, wieder in Hannover, als „Leiter der Instrumentalmusik“ bis 1713 der 18-köpfigen hannoverschen Hofkapelle vor, lediglich 1710 und 1711 wurde er dort von Georg Friedrich Händel vertreten. Während einer Reise nach Dänemark wurde Farinelli dort „nobilitiret“ durch Friedrich IV., König von Dänemark und Norwegen.
Als Georg Ludwig 1714 zu Beginn der Personalunion zwischen Großbritannien und Hannover den englischen Thron in London bestieg, ernannte er Farinelli zum hannoverschen Minister-Residenten bzw. Gesandten in Venedig. Farinelli wurde 1720 aus dem hannoverschen Dienst entlassen und starb in Italien „nach 1720“. Die Stellung als Hofkonzertmeister in Hannover hatte unterdessen Francesco Venturini angetreten.
Farinellis Kompositionen – insbesondere Bühnenwerke und Flötenkonzerte – sind „nicht erhalten“.